# Casa Azzurri

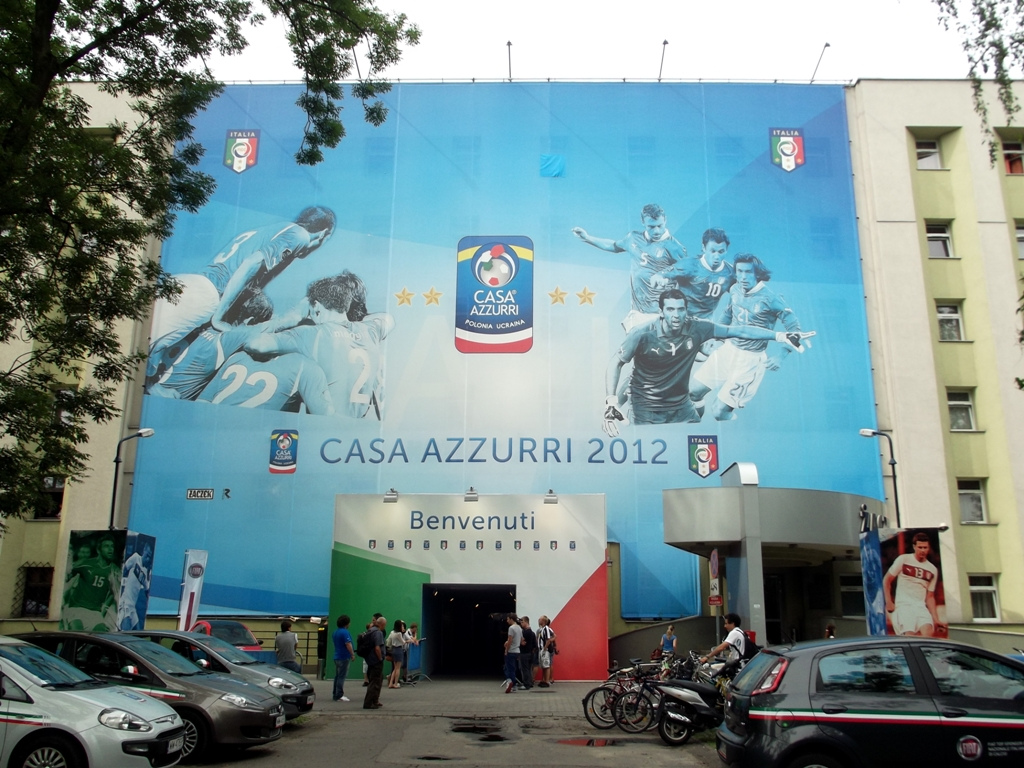
Casa Azzurri del 2012 a Cracovia

Casa Azzurri è una struttura temporanea della Federazione Italiana Giuoco Calcio che accompagna la Nazionale di calcio dell'Italia in occasione delle partecipazioni della squadra alle fasi finali della Coppa del Mondo FIFA, del Campionato europeo di calcio e della UEFA Nations League. Casa Azzurri viene allestita, fin dalla sua prima edizione per il Campionato mondiale 1998, in una location temporanea solitamente ubicata nella città sede del ritiro della squadra per la competizione, ed accoglie media, istituzioni, vertici della FIGC, artisti in concerto e testimonial, per la promozione del "made in Italy". Dal Campionato europeo 2016 è partita anche la formula Casa Azzurri on Tour che segue la squadra, dalla propria sede di ritiro dove è ubicata la struttura principale, anche nelle città dove disputa gli incontri del torneo.
Dal 2020 Casa Azzurri è aperta anche ai tifosi, mentre nel 2022 si è ampliata pure ad altre squadre del Club Italia come la nazionale di calcio femminile e le nazionali di beach soccer maschile e femminile.
Nel campionato d'Europa 2024 è stata allestita, per la prima volta, anche una Casa Azzurri Italia a Milano, parallela a quella realizzata in Germania al seguito dalla squadra.

## Struttura
La struttura, solitamente di qualche migliaio di metri quadri di superficie, è spesso ospitata in centri culturali della città sede del ritiro della nazionale di calcio dell'Italia per la partecipazione alle fasi finali di mondiali, europei e UEFA Nations League. 
Al suo interno si trovano gli spazi espostivi degli operatori media, un'area ristorante (dove vengono effettuate cene di gala), un pub, un bar, una sala conferenze, la sala stampa dove avvengono le interviste al commissario tecnico ed ai calciatori per giornali, radio e televisioni, un museo interattivo della nazionale (con cimeli provienienti dal Museo del calcio del Centro tecnico federale di Coverciano) e aree dedicate ai partner della FIGC. La musica è curata da emittenti radiofoniche come Radio Italia, con piano bar, dj set e karaoke, con l'esibizione in concerto di artisti italiani (ad esempio, negli anni si sono esibiti Edoardo Bennato, Umberto Tozzi, Nina Zilli, Dolcenera, Enrico Ruggeri, Alex Britti, i Negramaro, Alessandra Amoroso, Nek, Virginio, Ermal Meta, Noemi, Diodato, Mahmood e Clementino).
La giornata tipo prevede solitamente nella mattinata l'accoglienza degli ospiti, nel primo pomeriggio le conferenze stampa degli Azzurri e la sera intrattenimenti musicali e tornei sportivi, sfide al biliardino, playstation, subbuteo e tanti giochi di animazione.
Con l'apertura al pubblico di Casa Azzurri, per la prima volta ad Euro 2020, sono stati installati dei maxischermi che proiettavano tutte le gare dei gironi.
Nel campionato d'Europa 2024 è stata allestita, per la prima volta, anche una Casa Azzurri Italia a Milano con aree per l'intrattenimento e l'hospitality e spazi dei partner commerciali della Nazionale, con maxischermi per seguire gli incontri del torneo.

## Edizioni

### Nazionale A
| Torneo                                    | Casa Azzurri    | Casa Azzurri on Tour                | Casa Azzurri Italia                      |               |
| Torneo                                    | Sede            | Edificio                            | Sede                                     | Sede          |
| ----------------------------------------- | --------------- | ----------------------------------- | ---------------------------------------- | ------------- |
| Campionato mondiale 1998                  | Parigi          | Espace Pierre-Cardin                | Non allestita                            | Non allestita |
| Campionato europeo 2000                   | Anversa         | Capannone sul lungoschelda          | Non allestita                            | Non allestita |
| Campionato mondiale 2002                  | Sendai          | Wasse Center                        | Non allestita                            | Non allestita |
| Campionato europeo 2004                   | Lisbona         | Centro Cultural de Belém            | Non allestita                            | Non allestita |
| Campionato mondiale 2006                  | Duisburg        | MSV Arena                           | Non allestita                            | Non allestita |
| Campionato europeo 2008                   | Oberwaltersdorf | Centro culturale                    | Non allestita                            | Non allestita |
| Campionato mondiale 2010                  | Centurion       | Cornwall Hill College               | Non allestita                            | Non allestita |
| Campionato europeo 2012                   | Cracovia        | Centro culturale Rotunda            | Non allestita                            | Non allestita |
| Campionato mondiale 2014                  | Mangaratiba     | Hotel Porto Real                    | Non allestita                            | Non allestita |
| Campionato europeo 2016                   | Montpellier     | Parc des expositions de Montpellier | Lione Tolosa Lilla Parigi Bordeaux       | Non allestita |
| Campionato europeo 2020                   | Roma            | PratiBus District                   | Monaco di Baviera Non allestita a Londra | Non allestita |
| Fase finale UEFA Nations League 2020-2021 | Milano          | Spirit de Milan                     | Non allestita a Torino                   | Non allestita |
| Campionato europeo 2024                   | Iserlohn        | Matthias Grothe Halle               | Lipsia Berlino                           | Milano        |

### Nazionale A femminile
| Torneo                  | Località   | Edificio        |
| ----------------------- | ---------- | --------------- |
| Campionato europeo 2022 | Manchester | The Anthologist |

### Nazionali di beach soccer
| Torneo                                           | Località | Edificio               |
| ------------------------------------------------ | -------- | ---------------------- |
| Qualificazioni ai Giochi mondiali sulla spiaggia | Catania  | See Sicily Beach Arena |